# Дискография Томаса Андерса
Дискография немецкого поп-певца Томаса Андерса состоит из 22 студийного альбома, 70 синглов, 1 сборника, 1 концертного альбома, 1 мини-альбома и 33 клипа. При этом 2 студийных альбома записаны с дуэтом с немецким телеведущим Флорианом Зильберайзеном, а еще 1 альбом с певцом Уве Фаренкрогом.
Свой самый первый сингл «Judy» Томас выпустил в 1980 году. Тогда певцу было 17 лет. Сингл не попал в чарты, однако принес певцу известность в некоторых районах Германии. В том же году Томас выпустил сингл «Du weinst um ihn».
В 1983 году продюсером Андерса становится немецкий музыкант Дитер Болен. Под его руководством выпускается сингл «Was macht das schon», являющийся немецкой кавер-версией на композицию F. R. David «Pick Up the Phone». После выпуска еще несколько синглов на немецком в 1984 году Томас Андерс и Дитер Болен объединились в дуэт Modern Talking и вместе записали песню на английском языке «You’re My Heart, You’re My Soul», которая стала популярна по всему миру и дуэт начал гастролировать.
В 1987 году Modern Talking распадается и Томас Андерс до 1989 года гастролирует по миру самостоятельно, исполняя песни дуэта, а также продюсируя различных немецких артистов.
В 1989 году артист выпускает дебютный альбом Different c синглами «Love Of My Own», «One Thing» и «Soldier». Сам альбом не достиг большого успеха, однако синглы «Love Of My Own» и «Soldier» показали достаточно неплохой результат.
Далее в 1991 году певец выпустил альбом Whispers, самым популярным синглом с которого стала композиция «The Sweet Hello, The Sad Goodbye», написанная Пером Гессле из дуэта «Roxette».
Большую популярность принес артисту пятый студийный альбом 1994 года Barcos de cristal, записанный на испанском языке и попавший на 1 место в чартах Аргентины.
В апреле 1995 года был выпущен альбом Souled, ставший последним альбомом Томаса, выпущенным в 20 веке. На нем присутствовала кавер-версия на песню «Michelle» группы Beatles. Фанаты не оценили этот альбом.
После Томас Андерс не выпускает альбомов вплоть до 2004 года из-за воссоединения Modern Talking в 1998 году.
После второго распада дуэта в 2003 году, Томас Андерс хотел выпустить что-то похожее на творчество дуэта специально для расстроенных поклонников. Так в 2003 году был выпущен сингл «Independent Girl», который достиг очень больших результатов и попал в чарты 5 стран. Не менее большого успеха достиг и седьмой альбом This time. С альбома было выпущено еще два популярных сингла — «King Of Love» и «Tonight Is The Night».
В 2006 году Томас Андерс выпускает альбом Songs Forever. Альбом является воплощением давней мечты Андерса — запись альбома с большим оркестром. В альбом также вошла оркестровая версия самого большого хита Modern Talking — «You’re My Heart, You’re My Soul».
В 2009 году вместе с немецкой певицей Сандрой записал песню «The Night Is Still Young».
В 2010 году специально для российских поклонников был издан альбом Strong, распространенный только на территории Российской Федерации. В России он получил двойной золотой и двойной платиновый статус. С альбома было выпущено два сингла — «Why do you cry?» и «Stay with Me».
В 2011 году Томас Андерс случайно встретился в аэропорту с музыкантом Уве Фаренкрогом и предложил ему написать несколько новых песен для альбома певца. Затем музыканты встретились в Берлине, попробовали записать несколько песен и остались очень довольны результатами совместной деятельности. В итоге образовался проект Anders | Fahrenkrog. В рамках проекта был выпущен альбом Two синглами «Gigolo» и «No More Tears On The Dancefloor». Последний был написан в соавторстве с вокалистом известной группы Savage Garden Дарреном Хейзом. Альбом и синглы стали достаточно популярными в Германии и музыкантов даже начали называть «новым Modern Talking». После выпуска синглов и альбомов Томас исполнял вместе с украинской певицей Камалией песню «No ordinary love», написанную Уве Фаренкрогом.
Десятым студийным альбомом стал рождественский сборник Christmas for You 2012 года. В составе Christmas for You 4 новые песни, остальные являются кавер-версиями известных рождественских песен, ранее исполненных другими исполнителями.
В 2016 году продюсером Томаса становится немецкий музыкант Кристиан Геллар. В том же году Томас выпускает альбом History, на котором были новые версии песен Modern Talking и две новых песни — «Lunatic» и «Take the Chanse», написанных в стиле Modern Talking.
В 2017 году Томас Андерс решает записать свой первый альбом на немецком языке и выпускает Pures Leben с синглами «Der beste Tag meines Lebens» и «Sternenregen». В 2018 году вышел второй немецкоязычный альбом Ewig Mit Dir. Вторым синглом с альбома стала композиция «Sie sagte doch sie liebt mich», исполненная дуэтом с немецким телеведущим Флорианом Зильберайзеном. В клипе на песню  принял участие известный немецкий певец Матиас Райм.
После в 2020 году Томас и Флориан записали дуэтные альбомы Das Album и Das Album Winter Edition.
В 2021 году Андерс возвращается к исполнению песен на английском языке и выпускает альбом Cosmic , попавший на 12 место в чартах iTunes. В альбоме Альбом является сознательной попыткой Томаса и его действующего продюсера Кристиана Геллара воссоздать звук Modern Talking. Все песни оригинальные, но содержат множество отсылок и заимствований из песен дуэта. Синглами с альбома стали «Cosmic Rider» и «Modern Talking (Connect The Nation)».
В конце 2021 года Томас и Зльберайзен выпускают новый дуэтный сингл «Wir tun es nochmal», являющийся первым синглом с их второго дуэтного альбома Nochmal! выход которого планируется на октябрь 2024 года. Осенью 2022 года был представлен второй дуэтный сингл Флориана и Томаса «Alles wird Gut».
1 марта 2023 года в честь своего 60-летия артист выпускает сингл «The Journey of Life», в котором рассказывается о пути певца к славе.
20 октября был выпущен первый мини-альбом артиста «Alles funkelt! Alles glitzert!», записанный совместно с Зильберайзеном, в который вошло четыре трека: ранее выпущенные «Wir tun es nochmal», «Alles wird gut», «Neonfarbenwelt», а также заглавный «Alles funkelt! Alles glitzert!».
18 октября 2024 года состоялся релиз сингла «Sie!», исполненный дуэтом с Флорианом Зильберайзеном. Продюсер Томаса, Кристиан Геллар, говорил о композиции:
После того, как несколько лет назад у нас были большие хиты - «Sie sagte doch sie liebt mich» и «Sie hat es wieder getan», я придумал замечательное название для завершения трилогии: «Sie!»

Она снова на старте, вернулась к началу и даже сказала своё слово!» Впервые! Неудивительно, что «Она!» - снова вскружила головы Томасу Андерсу и Флориану Зильберайзену...
Песня стала четвертым синглом с дуэтного альбома Андерса и Зильберайзена Nochmal!, который вышел 27 декабря 2024 года.
14 февраля 2025 года вышел второй сингл «There’s Too Much Blue in Missing You (Thomas' Version)» с альбома … Sings Modern Talking: The 1st Album в исполнении Томаса. Сам альбом вышел 7 марта.
28 марта состоялся релиз сингла «Cheri Cheri Lady (Thomas' Version)».
2 мая 2025 года выходит второй альбом Modern Talking в исполнении Томаса Андерса Sings Modern Talking: Let's Talk About Love.

## Студийные альбомы

### Сольные
| Год  | Название                                          | Позиции в чартах | Позиции в чартах | Позиции в чартах | Позиции в чартах | Позиции в чартах | Позиции в чартах | Позиции в чартах | Позиции в чартах |
| ---- | ------------------------------------------------- | ---------------- | ---------------- | ---------------- | ---------------- | ---------------- | ---------------- | ---------------- | ---------------- |
| Год  | Название                                          | Германия         | Эстония          | Аргентина        | Венгрия          | Россия           | Австрия          | Швейцария        | iTunes           |
| 1989 | Different                                         | —                | —                | —                | —                | —                | —                | —                | —                |
| 1991 | Whispers                                          | —                | —                | —                | —                | —                | —                |                  | —                |
| 1992 | Down On Sunset                                    | —                | —                |                  | —                | —                | —                | —                | —                |
| 1993 | When Will I See You Again                         | —                | —                | —                | —                | —                | —                | —                | —                |
| 1994 | Barcos de cristal                                 | —                | —                | 1                | —                | —                | —                | —                | —                |
| 1995 | Souled                                            | —                | —                | —                | —                | —                | —                | —                | —                |
| 2004 | This time                                         | 14               | 20               | —                | 62               | —                | —                | —                | —                |
| 2006 | Songs Forever                                     | 41               | —                | —                | —                | —                | —                | —                | —                |
| 2010 | Strong                                            | —                | —                | —                | —                | 2                | —                | —                | —                |
| 2012 | Christmas for You                                 | 99               | —                | —                | —                | —                | —                | —                | —                |
| 2016 | History                                           | 42               | —                | —                | —                | —                | —                | —                | —                |
| 2017 | Pures Leben                                       | 14               | —                | —                | —                | —                | 53               | 88               | —                |
| 2018 | Ewig Mit Dir                                      | 12               | —                | —                | —                | —                | —                | —                | —                |
| 2021 | Cosmic                                            | 12               | —                | —                | 68               | —                | —                | —                | 12               |
| 2025 | Sings Modern Talking: The 1st Album               | 5                | —                | —                | —                | —                | 11               | 54               | 2                |
| 2025 | Sings Modern Talking: Let's Talk About Love       | 2                |                  |                  |                  |                  |                  |                  |                  |
| 2025 | Sings Modern Talking: Ready For Romance           | 1                |                  |                  |                  |                  |                  |                  |                  |
| 2025 | ...Sings Modern Talking: In The Middle Of Nowhere |                  |                  |                  |                  |                  |                  |                  |                  |

### С Флорианом Зильберайзеном
| Год  | Название                 | Позиции в чартах | Позиции в чартах | Позиции в чартах |
| ---- | ------------------------ | ---------------- | ---------------- | ---------------- |
| Год  | Название                 | Германия         | Австрия          | Швейцария        |
| 2020 | Das Album                | 1                | 1                | 1                |
| 2020 | Das Album Winter Edition | —                | —                | —                |
| 2024 | Nochmal!                 | 1                | —                | 3                |

### Проект Anders I Fahrenkrog
| Год  | Название | Позиции в чартах | Позиции в чартах | Позиции в чартах | Позиции в чартах |
| ---- | -------- | ---------------- | ---------------- | ---------------- | ---------------- |
| Год  | Название | Германия         | Россия           | Австрия          | Швейцария        |
| 2011 | Two      | 11               | 17               | 71               | 85               |

## Синглы

### 1980 — 1989
| Год  | Название                          | Позиции в чартах | Позиции в чартах | Позиции в чартах | Позиции в чартах | Позиции в чартах | Позиции в чартах | Позиции в чартах | Позиции в чартах | Позиции в чартах | Позиции в чартах | Позиции в чартах | Позиции в чартах | Позиции в чартах |
| ---- | --------------------------------- | ---------------- | ---------------- | ---------------- | ---------------- | ---------------- | ---------------- | ---------------- | ---------------- | ---------------- | ---------------- | ---------------- | ---------------- | ---------------- |
| Год  | Название                          | Германия         | Венгрия          | Швейцария        | Австрия          | Аргентина        | Россия           | Румыния          | Молдавия         | Испания          | Турция           | Перу             | Латвия           | Словакия         |
| 1980 | Judy                              | —                | —                | —                | —                | —                | —                | —                | —                | —                | —                | —                | —                | —                |
| 1980 | Du weinst um ihn                  | —                | —                | —                | —                | —                | —                | —                | —                | —                | —                | —                | —                | —                |
| 1981 | Es war die Nacht der ersten Liebe | —                | —                | —                | —                | —                | —                | —                | —                | —                | —                | —                | —                | —                |
| 1982 | Ich will nicht dein Leben         | —                | —                | —                | —                | —                | —                | —                | —                | —                | —                | —                | —                | —                |
| 1983 | Was macht das schon               | —                | —                | —                | —                | —                | —                | —                | —                | —                | —                | —                | —                | —                |
| 1983 | Wovon träumst du denn             | 16               | —                | —                | —                | —                | —                | —                | —                | —                | —                | —                | —                | —                |
| 1984 | Endstation Sehnsucht              | —                | —                | —                | —                | —                | —                | —                | —                | —                | —                | —                | —                | —                |
| 1984 | Heißkalter Engel                  | —                | —                | —                | —                | —                | —                | —                | —                | —                | —                | —                | —                | —                |
| 1984 | Es geht mir gut heut' Nach        | —                | —                | —                | —                | —                | —                | —                | —                | —                | —                | —                | —                | —                |
| 1989 | Love Of My Own                    | 24               | 2                | 89               | —                | —                | —                | —                | —                | —                | —                | —                | —                | —                |
| 1989 | One Thing                         | —                | —                | —                | —                | —                | —                | —                | —                | —                | —                | —                | —                | —                |
| 1989 | Soldier                           | —                | —                | —                | —                | —                | —                | —                | —                | —                | —                | —                | —                | —                |

### 1991 — 1997
| Год  | Название                              | Позиции в чартах | Позиции в чартах | Позиции в чартах | Позиции в чартах | Позиции в чартах | Позиции в чартах | Позиции в чартах | Позиции в чартах | Позиции в чартах | Позиции в чартах | Позиции в чартах | Позиции в чартах | Позиции в чартах |
| ---- | ------------------------------------- | ---------------- | ---------------- | ---------------- | ---------------- | ---------------- | ---------------- | ---------------- | ---------------- | ---------------- | ---------------- | ---------------- | ---------------- | ---------------- |
| Год  | Название                              | Германия         | Венгрия          | Швейцария        | Австрия          | Аргентина        | Россия           | Румыния          | Молдавия         | Испания          | Турция           | Перу             | Латвия           | Словакия         |
| 1991 | The Sweet Hello, The Sad Goodby       | —                | —                | —                | —                | —                | —                | —                | —                | —                | —                | —                | —                | —                |
| 1991 | Can’t Give You Anything (But My Love) | —                | —                | —                | —                | —                | —                | —                | —                | —                | —                | —                | —                | —                |
| 1991 | True Love                             | —                | —                | —                | —                | —                | —                | —                | —                | —                | —                | —                | —                | —                |
| 1992 | How Deep Is Your Love                 | 71               | —                | —                | —                | —                | —                | —                | —                | —                | —                | —                | —                | —                |
| 1992 | Standing Alone                        | 72               | —                | —                | —                | —                | —                | —                | —                | —                | —                | —                | —                | —                |
| 1993 | Stay A Little Longer                  | —                | —                | —                | —                | —                | —                | —                | —                | —                | —                | —                | —                | —                |
| 1993 | When Will I See You Again             | 37               | —                | —                | —                | —                | —                | —                | —                | —                | —                | —                | —                | —                |
| 1993 | I’ll Love You Forever                 | 79               | —                | —                | —                | —                | —                | —                | —                | —                | —                | —                | —                | —                |
| 1994 | The Love In Me                        | —                | —                | —                | —                | —                | —                | —                | —                | —                | —                | —                | —                | —                |
| 1994 | Barcos de Cristal                     | —                | —                | —                | —                | 1                | —                | —                | —                | —                | —                | —                | —                | —                |
| 1994 | Road To Higher Love                   | —                | —                | —                | —                | —                | —                | —                | —                | —                | —                | —                | —                | —                |
| 1995 | Never Knew Love Like This Before      | —                | —                | —                | —                | —                | —                | —                | —                | —                | —                | —                | —                | —                |
| 1995 | A Little Bit Of Lovin                 | —                | —                | —                | —                | —                | —                | —                | —                | —                | —                | —                | —                | —                |
| 1996 | No Doubt About It                     | —                | —                | —                | —                | —                | —                | —                | —                | —                | —                | —                | —                | —                |
| 1996 | Our House                             | —                | —                | —                | —                | —                | —                | —                | —                | —                | —                | —                | —                | —                |
| 1997 | Every Word You Said                   | —                | —                | —                | —                | —                | —                | —                | —                | —                | —                | —                | —                | —                |

### 2003 — н.в.
| Год  | Название                                               | Позиции в чартах | Позиции в чартах | Позиции в чартах | Позиции в чартах | Позиции в чартах | Позиции в чартах | Позиции в чартах | Позиции в чартах | Позиции в чартах | Позиции в чартах | Позиции в чартах | Позиции в чартах | Позиции в чартах |
| ---- | ------------------------------------------------------ | ---------------- | ---------------- | ---------------- | ---------------- | ---------------- | ---------------- | ---------------- | ---------------- | ---------------- | ---------------- | ---------------- | ---------------- | ---------------- |
| Год  | Название                                               | Германия         | Польша           | Швейцария        | Австрия          | Чехия            | Россия           | Румыния          | Молдавия         | Испания          | Турция           | Перу             | Латвия           | Словакия         |
| 2003 | Independent Girl                                       | 17               | —                | —                | 57               | —                | 6                | 15               | 43               | —                | —                | —                | —                | —                |
| 2004 | King Of Love                                           | 37               | —                | —                | —                | —                | 17               | —                | 16               | 16               | 1                | 3                | 34               | —                |
| 2004 | Tonight Is The Night                                   | 60               | —                | —                | —                | —                | 66               | 95               | —                | —                | —                | —                | —                | —                |
| 2004 | Just Dream                                             | 64               | —                | —                | —                | —                | 169              | —                | —                | —                | —                | —                | —                | —                |
| 2006 | A Very Special Feeling                                 | —                | —                | —                | —                | —                | —                | —                | —                | —                | —                | —                | —                | —                |
| 2006 | Songs That Live Forever                                | —                | —                | —                | —                | —                | 150              | —                | —                | —                | —                | —                | —                | —                |
| 2006 | All Around The World                                   | —                | —                | —                | —                | —                | —                | —                | —                | —                | 6                | —                | —                | —                |
| 2008 | Ibiza Baba Baya / For You                              | —                | —                | —                | —                | —                | —                | —                | —                | —                | —                | —                | —                | —                |
| 2008 | Ziele (feat. Sistanova)                                | —                | —                | —                | —                | —                | —                | —                | —                | —                | —                | —                | —                | —                |
| 2008 | Kisses For Christmas                                   | —                | —                | —                | —                | —                | —                | —                | —                | —                | —                | —                | —                | —                |
| 2009 | The Night Is Still Young (feat. Sandra)                | 46               | —                | —                | —                | —                | 135              | —                | —                | —                | —                | —                | 15               | 98               |
| 2010 | Why do you cry?                                        | —                | —                | —                | —                | —                | 21               | —                | —                | —                | —                | —                | 30               | —                |
| 2010 | Stay with Me                                           | —                | —                | —                | —                | —                | 193              | —                | —                | —                | —                | —                | —                | —                |
| 2010 | The Christmas Song                                     | —                | —                | —                | —                | —                | —                | —                | —                | —                | —                | —                | —                | —                |
| 2011 | Gigolo                                                 | 40               | —                | —                | —                | —                | —                | —                | —                | —                | —                | —                | —                | —                |
| 2011 | No More Tears On The Dancefloor                        | 32               | —                | —                | —                | —                | —                | —                | —                | —                | —                | —                | —                | —                |
| 2012 | No ordinary love (feat. Камалия)                       | 12               | —                | —                | —                | —                | 6                | —                | —                | —                | —                | —                | 67               | —                |
| 2016 | Lunatic                                                | 2                | —                | —                | —                | —                | —                | —                | —                | 2                | —                | —                | —                | —                |
| 2017 | Der beste Tag meines Lebens                            | 2                | —                | 34               | —                | —                | —                | —                | —                | —                | —                | —                | —                | —                |
| 2017 | Sternenregen                                           | 1                | —                | 12               | 39               | —                | —                | —                | —                | —                | —                | —                | —                | —                |
| 2018 | Das Leben ist jetzt                                    | 77               | —                | —                | —                | —                | —                | —                | —                | —                | —                | —                |                  | —                |
| 2018 | Sie sagte doch sie liebt mich                          | 21               | —                | —                | —                | —                | —                | —                | —                | —                | —                | —                | —                | —                |
| 2020 | Versuch’s nochmal mit mir                              | 44               | —                | —                | —                | —                | —                | —                | —                | —                | —                | —                | —                | —                |
| 2020 | Zooom!                                                 | 6                | —                | —                | —                | —                | —                | —                | —                | —                | —                | —                | —                | —                |
| 2021 | Cosmic Rider                                           | —                | —                | —                | —                | —                | —                | —                | —                | —                | —                | —                |                  | —                |
| 2021 | Modern Talking (Connect The Nation)                    | 2                | 6                | —                | —                | —                | —                | —                | —                | —                | —                | 1                | —                | —                |
| 2021 | Wir tun es nochmal                                     | —                | —                | —                | —                | —                | —                | —                | —                | —                | —                | —                | —                | —                |
| 2022 | Alles wird gut                                         | 22               | 28               | —                | —                | —                | —                | —                | —                | —                | —                | —                | —                | —                |
| 2023 | The Journey of Life                                    | —                | —                | —                | —                | 28               | —                | —                | —                | —                | —                | —                | —                | —                |
| 2023 | Neonfarbenwelt                                         | 2                | 43               | —                | —                | —                | —                | —                | —                | —                | —                | —                | —                | —                |
| 2023 | Licht ins Dunkel                                       | —                | —                | —                | —                | —                | —                | —                | —                | —                | —                | —                | —                | —                |
| 2023 | Lied des Lebens                                        | —                | —                | —                | —                | —                | —                | —                | —                | —                | —                | —                | —                | —                |
| 2023 | Solang sich die Erde dreht                             | —                | —                | —                | —                | —                | —                | —                | —                | —                | —                | —                | —                | —                |
| 2024 | Sie!                                                   | —                | —                | —                | —                | —                |                  | —                | —                | —                | —                | —                | —                | —                |
| 2025 | You're My Heart, You're My Soul (Thomas' Version)      | 34               | —                | —                | —                | —                | —                | —                | —                | —                | —                | —                | —                | —                |
| 2025 | There’s Too Much Blue in Missing You (Thomas' Version) | 65               | —                | —                | —                | —                | —                | —                | —                | —                | —                | —                | —                | —                |
| 2025 | Don't Fly Too High (New Bonus Track)                   | 46               | —                | —                | —                | —                | —                | —                | —                | —                | —                | —                | —                | —                |
| 2025 | Cheri Cheri Lady (Thomas' Version)                     | 75               | —                | —                | —                | —                | —                | —                | —                | —                | —                | —                | —                | —                |
| 2025 | With a Little Love (Thomas' Version)                   | —                | —                | —                | —                | —                | —                | —                | —                | —                | —                | —                | —                | —                |
| 2025 | Brother Louie (Thomas' Version)                        | —                | —                | —                | —                | —                | —                | —                | —                | —                | —                | —                | —                | —                |
| 2025 | Atlantis Is Calling (S.O.S. For Love)(Thomas' Version) | —                | —                | —                | —                | —                | —                | —                | —                | —                | —                | —                | —                | —                |
| 2025 | Geronimo’s Cadillac'(Thomas' Version)                  | —                | —                | —                | —                | —                |                  | —                | —                | —                | —                | —                | —                | —                |
| 2025 | Lonely Tears In Chinatown (Thomas' Version)            |                  |                  |                  |                  |                  |                  |                  |                  |                  |                  |                  |                  |                  |

## Концертные альбомы
| Год  | Название     |
| ---- | ------------ |
| 1997 | Live Concert |

## Мини-альбомы
| Год  | Название                       | Позиции в чартах | Позиции в чартах |
| ---- | ------------------------------ | ---------------- | ---------------- |
| 2023 | Alles funkelt! Alles glitzert! | Германия         | iTunes           |
| 2023 | Alles funkelt! Alles glitzert! | 52               | 35               |

## Сборники
| Год  | Название                | Позиции в чартах |
| ---- | ----------------------- | ---------------- |
| 2020 | Alles Anders Collection | 54 (iTunes)      |

## Внеальбомные песни
Все песни, спетые Томасом за период 1980—1984, являются внеальбомными.
- 1991 — Mas Que Amor (трек с сингла Can’t Give You Anything (But My Love), испанская версия данной песни)
- 1994 — Caught In The Middle (трек с сингла «The Love in Me»)
- 1995 — A Little Bit Of Lovin' [airplay mix] (заново записанная песня с другой аранжировкой, трек с одноимённого сингла)
- 1996 — No Doubt About It (внеальбомный сингл Андерса, выпущенный под анонимным проектом Phantomas)
- 1996 — Our House [radio mix] (внеальбомный сингл Андерса, выпущенный под анонимным проектом Phantomas, кавер-версия хита группы «Madness»)
- 1997 — Every Word You Said (внеальбомный сингл Андерса в составе Chain Reaction до воссоединения дуэта Modern Talking)
- 2004 — Never Been Loved Before (трек с сингла Tonight Is The Night)
- 2004 — The First Cry (Demo Song) (трек с сингла Tonight Is The Night)
- 2004 — Just Dream (внеальбомный сингл)
- 2006 — A Very Special Feeling (внеальбомный сингл)
- 2006 — Cry For Help (трек с сингла Songs That Live Forever)
- 2008 — Ziele (feat. Sistanova) (не вошёл в альбом Андерса)
- 2008 — Ibiza Baba Baya (feat. Sound Chateau) (внеальбомный сингл)
- 2008 — For You (feat. Sound Chateau) (внеальбомный сингл)
- 2008 — Kisses For Christmas (внеальбомный рождественский сингл)
- 2009 — The Night Is Still Young (duet with Sandra) (входит в альбом Сандры — «Back to Life», 2009)
- 2009 — Geboren (внеальбомный трек)
- 2009 — Good Karma (внеальбомный трек)
- 2009 — Forever In A Dream (feat. Kasia Nova) (внеальбомный трек)
- 2009 — Tenderness (внеальбомный трек)
- 2009 — Everybody Wants To Rule The World (внеальбомный трек)
- 2011 — Now Or Never (трек с сингла дуэта Anders / Fahrenkrog — No More Tears On The Dancefloor)
- 2012 — No ordinary Love (feat. Камалия) (внеальбомный сингл)
- 2013 — We Are One (feat. Omid) (внеальбомный трек)
- 2014 — Everybody Wants To Rule The World (сингл для скачивания)
- 2014 — Promised Land (трек с компиляции The Love In Me)
- 2015 — The Beauty and the Beast (feat Deborah Sasson) (входит в альбом певицы Deborah Sasson)
- 2015 — True Love (feat Deborah Sasson) (входит в альбом певицы Deborah Sasson)
- 2016 — Love Is In The Air (внеальбомный сингл)
- 2017 — Do They Know It’s Christmas (внеальбомный сингл)

Также можно упомянуть следующие внеальбомные треки:
- «Tell Me» (feat. Nora) (Live in Chili 1988) — 1988
- «Mandy» (Thomas Anders/Modern Talking Fan Club CD) — 2000
- «Cryin' in the Night» (Thomas Anders/Modern Talking Fan Club CD) — 2001
- «If I Can’t Have You» (Thomas Anders/Modern Talking Fan Club CD) — 2001
- «Cry for You» (Thomas Anders/Modern Talking Fan Club CD) — 2001

## Сотрудничество с другими артистами
- 1988 «I Can Never Let You Go» (Co-wrote for Engelbert Humperdinck)
- 1989 «Soldier», (Written and produced by Alan Tarney)
- 1991 «The Sweet Hello, The Sad Goodbye» (Written by Per Gessle)
- 1992 «Standing Alone» (Duet with Glenn Medeiros)
- 1993 «When Will I See You Again» (Duet with The Three Degrees)
- 1993 «Emotional Thing» (Co-wrote for The Three Degrees)
- 1993 «Question of Love» (Co-wrote for The Three Degrees)
- 1993 «Ain’t No Woman» (Co-wrote for The Three Degrees)
- 1994 «Tal Vez» (Co-wrote for Marta Sánchez)
- 1995 «Feel for the Physical» (Duet with The Pointer Sisters)
- 2000 ZLATKO & JUERGEN — Grosser Bruder (автор)
- 2001 «Hey Mr. President»
- 2001 «Cry for You» (Co-wrote for No Angels)
- 2002 «Stay» (Co-wrote for No Angels)
- 2002 «Funky Dance» (Co-wrote for No Angels)
- 2008 «Ziele» (Sistanova featuring Thomas Anders)
- 2008 «Ibiza Baba Baya» (Sound-Chateau featuring Thomas Anders)
- 2008 «For You» (Sound-Chateau featuring Thomas Anders)
- 2009 «The Night Is Still Young» (Sandra featuring Thomas Anders)
- 2009 «Forever In A Dream» (Kasia Nova featuring Thomas Anders)
- 2012 «No Ordinary Love» (Kamaliya featuring Thomas Anders)
- 2013 «We Are One» (Omid featuring Thomas Anders)

## Клипография
- Heißkalter Engel, 1983
- Es geht mir gut heut' Nacht, 1984
- Love Of My Own, 1989
- One Thing, 1989
- Soldier, 1989
- Can’t Give You Anything (But My Love), 1991
- Standing Alone, 1992
- Road To Higher Love, 1994
- Independent Girl, 2003
- King Of Love, 2004
- Tonight Is The Night, 2004
- All Around The world, 2006
- Cry For Help, 2006
- The Night Is Still Young (duet with Sandra), 2009
- Why do you cry?, 2010
- Stay with Me, 2010
- Gigolo (Anders / Fahrenkrog), 2011
- No More Tears On The Dancefloor (Anders / Fahrenkrog), 2011
- No ordinary love, 2012 (duet with Камалия)
- We Are One, 2013 (duet with Omid)
- Der Beste Tag meines Lebens, 2017
- Sternenregen, 2017
- Das Leben ist jetzt, 2018
- Sie sagte doch Sie liebt mich (с Флорианом Зильберайзеном), 2018
- Sie hat es wieder getan (с Флорианом Зильберайзеном), 2019
- Versuch’s nochmal mit mir (с Флорианом Зильберайзеном), 2020
- Cosmic Rider, 2020
- The Journey of Life, 2023
- Alles funkelt! Alles glitzert!, 2023
- Don't Fly Too High, 2025
- Don't Break My Soul, 2025
- Midnight Lover, 2025